# Institut für Volkskunde
Das Institut für Volkskunde der Kommission für bayerische Landesgeschichte bei der Bayerischen Akademie der Wissenschaften analysiert und dokumentiert systematisch die Alltagskultur der breiten Bevölkerung in Bayern in historischer und gegenwartsbezogener Perspektive. Als einziges außeruniversitäres volkskundliches Institut des Landes richtet sich das Forschungsinteresse auf alltägliche Lebenswelten und ihre Akteure, auf kulturelle Praktiken und soziokulturelle Beziehungen, auf materielle und immaterielle Aspekte der Alltagskultur und zugrunde liegende kulturelle Ordnungen. Das seit 1962 an der Bayerischen Akademie der Wissenschaften angesiedelte Institut ist die älteste wissenschaftliche volkskundliche Einrichtung in Bayern. Durch Forschungsaktivitäten sind seit dem frühen 20. Jahrhundert umfangreiche Sammlungen von schriftlichen und bildlichen Quellen sowie Tondokumenten zur Alltagskultur entstanden, die in den letzten Jahren systematisch in Datenbanken erschlossen worden sind und eine Grundlage für weiterführende Forschungen bilden.

## Geschichte
Das Institut für Volkskunde ist aus der wissenschaftlichen Abteilung des 1902 gegründeten Bayerischen Vereins für Volkskunst und Volkskunde e.V. in München hervorgegangen, der im Laufe der Jahre einige Umbenennungen erfahren hat. Dem Engagement von Joseph Maria Ritz (1892–1960) ist es zu verdanken, dass aus dessen volkskundlich-wissenschaftlicher Abteilung zum 1. März 1938 die zentrale Bayerische Landesstelle für Volkskunde entstanden ist. Darin integrierte man zugleich die 1928 eingerichtete Arbeitsstelle des „Atlas der deutschen Volkskunde“ und die seit 1937 tätige Landesstelle für Bauernhofforschung. Erster hauptamtlicher wissenschaftlicher Leiter der Landesstelle war seit Januar 1938 Theodor Heppner (1880–1969). Ihm folgte ab 1. Oktober 1938 Hans Moser (1903–1990), der diese Aufgabe (mit kriegsbedingten Unterbrechungen) bis zum 31. Dezember 1964 wahrnahm. Zum ehrenamtlichen Vorsitzenden der neuen Landesstelle ernannte das Innenministerium den ‚Gauheimatpfleger‘ des Kreises Schwaben, Barthel Eberl (1883–1960), der bis 1945 tätig war. Eberl war Mitglied der NSDAP und der NS-Kultur- und Heimatpolitik verpflichtet, doch Hans Moser zufolge habe er die Arbeit der Landesstelle vor „gefährlichen Anforderungen von Seiten der kulturpolitischen NS-Organisationen […] schützen“ können. Die Bayerische Landesstelle für Volkskunde hatte zu jener Zeit einen „halbstaatlichen Status“, denn sie blieb einerseits dem Verein Bayerischer Heimatbund angegliedert und war andererseits eigenständig als wissenschaftliche Institution finanziert. Die Mitglieder der Landesstelle waren volkskundlich qualifizierte Angehörige des Bayerischen Heimatbundes und weitere, von diesen wiederum hinzugewählte Personen, die ehrenhalber in unterschiedlichen Themenfeldern (Atlas der deutschen Volkskunde, historische Haus-, Volksmusik-, Brauchforschung, „Volkskunst“-Sammlung und anderen) arbeiteten.
Unmittelbar nach Kriegsende konnten in gleichbleibender organisatorischer und finanzieller Struktur die Arbeiten wieder aufgenommen werden, wenngleich der Neuanfang sich schwierig gestaltete. Mit Karl-Sigismund Kramer (1916–1998), der von 1945 bis 1963 an der Landesstelle beschäftigt war, wurde das Themenspektrum auf Wallfahrtsforschung sowie die Volkskunde der Heimatvertriebenen erweitert. Eigene Arbeiten aus der Vorkriegszeit fortführend etablierte Hans Moser zusammen mit Karl-S. Kramer in jener Zeit die ‚exakt-historische Methode‘ für die systematische Auswertung von seriellen Quellen zur Beschreibung der ‚Volkskultur‘ der Frühen Neuzeit, später als ‚Münchner Schule‘ bezeichnet. Die ehrenamtliche Leitung der Landesstelle oblag von 1949 bis 1960 Joseph Maria Ritz.
Zum 1. Januar 1962 erfolgte die Angliederung der bisherigen Landesstelle als Institut für Volkskunde an die Bayerische Akademie der Wissenschaften. Durch das Bayerische Staatsministerium für Unterricht und Kultus angeregt, war an dieser Neuausrichtung die „Kommission für bayerische Landesgeschichte“ bei der Akademie maßgeblich beteiligt, mit der das Institut seither eine Organisationseinheit bildet. Unter der ehrenamtlichen Leitung von Torsten Gebhard (1909–1994) von 1960 bis 1988 und der Geschäftsführung von Günther Kapfhammer (1937–1993) von 1965 bis 1976 stehend, sollte die institutionelle Anbindung die wissenschaftliche Arbeit der Volkskunde in Bayern stärken und dauerhaft sichern. Die Verbindung gewährleistet bis heute einerseits die Vernetzung mit der landeskundlichen Historiografie und ist andererseits – zumal die Volkskunde als selbständige Institution mit wissenschaftlicher Autonomie belassen ist – geeignet, Grundlagenforschung zu kulturwissenschaftlichen Themen zu realisieren. Im Jahr 1994 kam es zum Umzug des Instituts für Volkskunde von der Ludwigstraße 23 in die Barer Straße 13. Das nun auch räumlich vom Bayerischen Landesverein für Heimatpflege getrennte Institut stand von 1988 bis 2006 unter der ehrenamtlichen Leitung von Ingolf Bauer (1942–2006) und wird seitdem ehrenamtlich von Daniel Drascek geleitet. Die Geschäftsführung oblag von 1976 bis 2002 Edgar Harvolk (1944–2012), von 2002 bis 2009 Gertraud Zull, die von 1996 bis 2019 am Institut tätig war, und liegt jetzt bei Gabriele Wolf.